# Leave Before the Lights Come On
Leave Before the Lights Come On è un singolo degli Arctic Monkeys, pubblicato nel 2006. La canzone non era inclusa nell'album di debutto della band Whatever People Say I Am, That's What I'm Not.

## Tracce
- CD RUG236CD

1. "Leave Before the Lights Come On" (Arctic Monkeys) – 3:52
2. "Put Your Dukes Up John" (The Little Flames) - 3:03
3. "Baby I'm Yours" (Van McCoy) featuring The 747s - 2:32

- 7" RUG236
  - Side A "Leave Before the Lights Come On" (Arctic Monkeys) – 3:52
  - Side B "Baby I'm Yours" (Van McCoy) featuring The 747s - 2:32